# 1994년 대한민국
이 문서는 1994년 대한민국에서 일어난 사건을 다룬다.

## 재임자
제6공화국 (문민정부)
- 대통령 : 김영삼
- 국무총리 : 이회창 (~4월 22일), 이영덕 (4월 29일~12월 16일), 이홍구 (12월 17일~)

## 사건
- 1월 7일 - 개인정보보호법(공공기관의 개인정보보호에 관한 법률)이 제정되다.
- 동학농민운동 100주년.
- 2월 18일 - 사이비 종교 문제를 폭로해오던 탁명환 국제종교문제연구소장이 당시 대성교회의 운전수이자 신학생이었던 임홍천에게 살해당하다.
- 3월 3일 - 경기도 용인군 외사면 근삼리 야산에 공군 제15전투비행단 소속 UH-60 블랙 호크 헬리콥터가 추락해 조근해 공군 참모총장을 포함한 탑승자 6명 전원이 사망하다.
- 3월 10일 - 서울특별시에서 종로5가 지하통신구 화재 사고가 일어나다.
- 4월 30일 - 북한의 여만철과 그 가족 5명이 대한민국으로 귀순하다.
- 6월 ~ 8월 - 전국 최고 기온 38.4도의 폭염이 기승을 부렸다.
- 6월 23일 - 철도파업, 서울 지하철과 부산 지하철 연대파업에 들어갔다.
- 7월 8일 - 조선민주주의인민공화국 김일성 주석이 심근경색으로 사망하다.
- 8월 10일 -  대한민국 제주도 제주국제공항에서 대한항공(KAL) 활주로 이탈사고가 발생하다.
- 8월 15일 - 김영삼 정부가 민족공동체통일방안을 제시하였다.
- 8월 25일 - 박홍 서강대학교 총장, 여의도클럽 토론회서 주사파 발언으로 논란을 일으키다.
- 9월 10일 - 국가권력 감시와 시민권리 증진을 위한 시민단체인 "참여민주사회와 인권을 위한 시민연대"(현 참여연대) 발족
- 9월 21일 - 연쇄살인 사건을 일으켰던 지존파가 경찰에 체포되다.
- 10월 6일 - 양평 일가족 생매장 사건의 범인 오태환과 이득화 유괴 살인 사건의 범인 문승도 등 흉악범 15명에 대한 사형이 집행되었다.
- 10월 21일 - 대한민국 서울특별시에서 성수대교 붕괴 사고가 일어났다.
- 10월 24일 - 대한민국 충청북도 단양군에서 충주호 유람선 화재 사고가 일어나다.
- 11월 20일 - 남산 외인아파트가 폭파 후 해체되다.
- 11월 29일 - 서울 1000년 타임캡슐이 매설되었다.
- 12월 7일 -서울에서 아현동 도시가스 폭발 사고가 일어나다.
- 12월 16일 - 국회 본회의 WTO 비준동의안이 찬성 1백 52, 반대 58, 기권 1의 표결로 가결되다.

## 탄생

### 1월
- 1월 2일 - 가수 정민(보이프렌드).
- 1월 3일
  - 야구 선수 김융.
  - 야구 선수 최항.
- 1월 4일 - 배우 최예슬.
- 1월 5일 - 가수 설이랑.
- 1월 6일
  - 배우 최원명.
  - 가수 JB(GOT7).
- 1월 7일 - 배우 이선빈.
- 1월 14일 - 래퍼 카이(EXO, EXO-K).
- 1월 15일 - 가수 형원(몬스타엑스).
- 1월 18일
  - 가수 강지영.
  - 가수 공민지.
- 1월 20일 - 래퍼 키썸.
- 1월 21일
  - 가수 강승윤(위너).
  - 가수 김예림(투개월).
- 1월 23일
  - 피겨 스케이팅 선수 곽민정.
  - 래퍼 쿠기.
- 1월 24일 - 영재.
- 1월 26일 - 기상캐스터 백지원.
- 1월 29일 - 태권도 선수 김소희.
- 1월 31일
  - 배우, 모델 신지수.
  - 야구선수 윤대영.

### 2월
- 2월 3일 - 전 리그 오브 레전드 프로게이머·현 게임 해설가 오승주.
- 2월 7일 - 가수 김진환(iKON).
- 2월 10일
  - 가수 손나은(에이핑크).
  - 가수 슬기(레드벨벳).
- 2월 11일 - 가수 서지수(러블리즈).
- 2월 12일
  - 가수 달수빈.
  - 배우 홍수주.
- 2월 14일 - 프로게이머 김정훈.
- 2월 15일
  - 배우 진세연.
  - 배우 이종화.
- 2월 16일 - 가수 성주(유니크).
- 2월 18일 - 래퍼 제이홉(방탄소년단).
- 2월 20일 - 가수 송하예.
- 2월 21일 - 가수 웬디(레드벨벳).
- 2월 22일
  - 배우 고주연.
  - 배우 남주혁.
  - 가수 케인.
- 2월 23일
  - 가수 준(LC9).
  - 가수 이정문.
- 2월 25일 - 야구 선수 하주석.
- 2월 26일 - 래퍼 식케이.
- 2월 27일
  - 가수 김윤(더스틴).
  - 가수 최상엽(루시).
- 2월 28일
  - 배우 윤수.
  - 가수 지수(타히티).

### 3월
- 3월 1일 - 가수 박보람.
- 3월 2일
  - 배우 서은수.
  - 유도 선수 안창림.
- 3월 3일
  - 배우 정민아.
  - 가수 수민(소나무).
- 3월 4일 - 배우 한보배.
- 3월 5일 - 가수 MJ(아스트로).
- 3월 8일 - 가수 소금.
- 3월 19일 - 래퍼 하이탑.
- 3월 22일 - 가수 하성운(핫샷, 워너원).
- 3월 24일 - 프로게이머 조성호(진에어 그린윙스).
- 3월 25일
  - 가수 이레 (마스크).
  - 여자 모델 겸 디자이너 손수아(수지 손).
  - 아나운서 조은정.
  - 유도 선수 안바울.
- 3월 29일
  - 래퍼 원(원펀치).
  - 배우 설리. (~2019년)
- 3월 30일 - 가수 다희.

### 4월
- 4월 12일
  - 가수 도이 (파나틱스).
  - 아나운서 박지원.
- 4월 17일 - 가수 홍석(펜타곤).
- 4월 19일
  - 가수 한아름.
  - 가수 레이.
  - 가수 송래퍼.
- 4월 20일 - 가수 지훈 (네버마인드).
- 4월 21일
  - 가수 강준.
  - 가수 김한주 (실리카겔).
- 4월 23일
  - 배우 송강.
  - 유튜버 각별 (CH.DIA).
- 4월 25일
  - 가수 슬찬 (타겟).
  - 가수 환 (엔쿠스).
- 4월 30일
  - 가수 오베르
  - 가수 오지현 (1415).
  - 가수 최웅희 (실리카겔).
  - 배우 채서진.

### 5월
- 5월 2일 - 래퍼 수퍼비.
- 5월 4일 - 가수 소연(라붐).
- 5월 6일 - 영화 감독 유석현.
- 5월 9일 - 배우 여회현.
- 5월 10일 - 가수 남태현.
- 5월 11일 - 배우 조혜원.
- 5월 13일 - 레이싱 모델 김지희.
- 5월 14일
  - 모델, 가수 박홍 (에이투식스).
  - 가수 오월.
- 5월 16일 - 아나운서 이윤지.
- 5월 21일 - 모델 김라라.
- 5월 23일
  - 가수 칸토(트로이).
  - 스켈레톤 선수 윤성빈.
- 5월 25일 - 프로게이머 백동준(삼성 갤럭시).
- 5월 26일 - 배우, 가수 공명(서프라이즈).
- 5월 28일
  - 리듬체조 선수 손연재
  - 피아니스트 조성진
- 5월 31일
  - 배우 심은경.
  - 래퍼 창모.

### 6월
- 6월 1일
  - 래퍼 이던.
  - 야구 선수 정현.
- 6월 2일 - 가수 준(에이스).
- 6월 5일 - 가수 아미 (워너비).
- 6월 8일 - 배우 송유정. (~2021년)
- 6월 9일
  - 가수 혜리(걸스데이).
  - 가수 지엔(라붐, 유니티).
  - 가수 정윤지 (K타이거즈) (K타이거즈제로).
- 6월 13일 - 배우 서하.
- 6월 14일 - 가수 태일(NCT).
- 6월 20일 - 배우 강태오(서프라이즈).
- 6월 21일 - 야구 선수 한승택.
- 6월 23일 - 모델, 배우 정호연.
- 6월 27일 - 가수 서영(헬로비너스).
- 6월 29일 - 가수 동호.
- 6월 30일
  - 가수 최성환.
  - 배우 송세현.

### 7월
- 7월 1일 - 가수 정인성 (크나큰).
- 7월 2일 - 가수 달로.
- 7월 3일 - 가수, 작곡가 최준원.
- 7월 4일 - 모델, 배우, 가수 최성용 (더 맨 블랙).
- 7월 5일
  - 가수 창선 (전설).
  - 배우 유하.
  - 배우 전종서.
- 7월 10일 - 배우 채수빈.
- 7월 12일 - 기수 차훈(엔플라잉).
- 7월 15일
  - 가수 김재현(엔플라잉).
  - 야구 선수 윤형배.
- 7월 18일 - 배우 이유미.
- 7월 20일 - 가수 유경목.
- 7월 21일 - 배우 은원재.
- 7월 26일 - 배우 지예은.
- 7월 28일 - 가수 효정(오마이걸).

### 8월
- 8월 4일 - 배우 박소정
- 8월 5일
  - 가수, 래퍼, 작곡가 휘민 (그루비룸)
  - 골프선수 권지람.
- 8월 8일 - 가수 민재 (스펙트럼).
- 8월 9일 - 가수 재윤 (SF9).
- 8월 10일 - 골프선수 전인지.
- 8월 11일 - 인터넷 방송인 장명준.
- 8월 15일 - 프로게이머 김영일.
- 8월 16일 - 가수 니엘(틴탑).
- 8월 17일 - 가수 용훈 (원위).
- 8월 18일 - 가수 박형석 (다섯장)
- 8월 19일
  - 프로게이머 김도경.
  - 야구선수 심재윤.
- 8월 20일 - 가수 가은.
- 8월 23일 - 배구선수 전하늘.
- 8월 24일
  - 프로게이머 원이삭.
  - 야구선수 이정호.
- 8월 25일 - 대한민국의 가수 연경 (더 씨야).
- 8월 26일
  - 래퍼 예지(피에스타).
  - 가수 송단아 (뉴에프오).
- 8월 30일
  - 가수 디엘 (블랑세븐).
  - 배우 권소현.
  - 가수 허영지(카라).

### 9월
- 9월 4일
  - 야구 선수 조상우.
  - 모델 신나리.
- 9월 9일 - 방송인 악어
- 9월 10일 - 배우 윤홍빈.
- 9월 12일
  - 배우 고원희.
  - 래퍼 RM(방탄소년단).
- 9월 18일 - 프로게이머 전태양(진에어 그린윙스).
- 9월 22일 - 가수 홍유경.
- 9월 23일 - 가수 이미주(러블리즈).
- 9월 24일 - 배우 박세완.
- 9월 25일
  - 배우 도희.
  - 리그 오브 레전드 프로게이머 김들.
- 9월 26일 - 가수 현욱 (인투잇).
- 9월 27일 - 배우 김영찬 .
- 9월 28일 - 가수 엄세웅 (더 맨 블랙).

### 10월
- 10월 1일 - 가수 고현 (텐엑스) 前(원포유).
- 10월 4일
  - 가수 류현상.
  - 가수, 싱어송라이터 리밋.
  - 가수,래퍼 정일훈 前(비투비).
- 10월 5일
  - 가수 수이.
  - 배우 박주현.
  - 가수 김희진.
- 10월 6일 - 래퍼 이주헌 (몬스타엑스).

- 10월 7일 - 배우 윤지원.
- 10월 8일 - 가수 요요미.
- 10월 10일 - 가수 수지(미쓰에이).
- 10월 12일
  - 가수 복은 (시그널).
  - 가수 블루
- 10월 17일 - 가수 스팍 (블랑세븐).
- 10월 19일
  - 가수 마블제이.
  - 가수 이기현 (에이투식스).
- 10월 24일 - 대한민국의 가수, 배우 크리스탈(f(x)).
- 10월 25일 - 배우 장동주.
- 10월 26일 - 가수 윤준원 (더 맨 블랙).
- 11월 3일 - 성우 김예림.

### 11월
- 11월 11일 - 가수 해령.
- 11월 13일 - 가수 아일.
- 11월 16일
  - 가수 화니 (더스틴).
  - 전 가수 배우 허준.
- 11월 18일
  - 가수 김수찬
  - 배우 한소희
- 11월 19일 - 가수 한이재.
- 11월 20일 - 가수 제이민(Tiny-G).
- 11월 21일 한솔 (뉴키드).
- 11월 24일
  - 가수, 배우 박혜수.
  - 배우 김선아.
- 11월 25일
  - 프로게이머 김도욱.
  - 가수 주드(빅스타).
- 11월 26일
  - 배우 한예린.
  - 배우 박지현.
  - 가수 이형석 (더 맨 블랙).
- 11월 30일
  - 체조선수 박지연.
  - 피겨 스케이팅 선수 윤예지.
  - 배우 이소영.

### 12월
- 12월 1일 - 야구 선수 조석환.
- 12월 8일
  - 가수 주니(레이디스 코드).

전 리그 오브 레전드 프로게이머 나이트.
- 12월 9일 - 스트리머 우정잉
- 12월 10일 - 가수 승환 (로미오).
- 12월 11일 - 가수 기택 (MVP).
- 12월 17일 - 가수 최시영.
- 12월 18일
  - 배우 윤정훈
  - 가수 민재(소나무).
- 12월 23일 - 유튜버 유성 (팀샐러드).
- 12월 24일
  - 가수 설아(우주소녀).
  - 가수 한승우(빅톤, 엑스원).
  - 가수 이션(온앤오프).
- 12월 26일 - 가수 P.K (MVP).
- 12월 28일
  - 모델 유리.
- 12월 31일 - 체조선수 허선미.

## 사망
- 1월 17일 - 국무총리, 정일권. (1917년~)
- 1월 18일 - 목사, 재야운동가 문익환. (1918년~)
- 2월 18일 - 신흥 종교 연구가 탁명환. (1937년~)
- 4월 30일 - 교육가 겸 포항공과대학교 초대 총장 김호길. (1933년~)
- 5월 25일 - 배우 조문정. (1970년~)
- 8월 1일 - 영화배우 석광렬. (1968년~)
- 11월 17일 - 만화가 신동우. (1936년~)

## 참고 자료
- 영상실록 1994
- 연합연감 1995 (1994년)